# ماكس تورنر
ماكس تورنر (بالإنجليزية: Max Turner)‏ هو سياسي أسترالي، ولد في 12 فبراير 1947. انتخب عضو الجمعية التشريعية فيكتوريا.